# Tameichi Hara
Tameichi Hara (jap. 原 為一 Hara Tameichi; ur. 16 października 1900 w Takamatsu, zm. 10 października 1980) – komandor Japońskiej Cesarskiej Marynarki Wojennej, autor książki opisującej wojnę na Pacyfiku z japońskiego punktu widzenia, twórca nowatorskiego wykorzystania torped, dowódca niszczycieli „Amatsukaze”, „Shigure” oraz lekkiego krążownika „Yahagi”. 

## Zarys biografii
Ukończył Akademię Cesarskiej Marynarki Wojennej w Etajimie w lipcu 1921. Na początku wojny został dowódcą niszczyciela „Amatsukaze”, od 9 marca 1943 – niszczyciela „Shigure”, a od 22 grudnia 1944 – lekkiego krążownika „Yahagi”. 
13 listopada 1942 „Amatsukaze” zatopił amerykański niszczyciel USS „Barton” w czasie bitwy pod Guadalcanalem. Hara jako kapitan „Amatsukaze” brał udział również w bitwie na Morzu Jawajskim, w okupacji Wysp Bożego Narodzenia i zatopił okręt podwodny USS „Perch”. Podczas służby na „Shigure” był zaangażowany w kilka potyczek morskich w ostatnim etapie walk o Wyspy Salomona. Ostatnią jego wyprawą wojenną na morzu była samobójcza Operacja Ten-gō. Wobec przytłaczającej przewagi, jego okręt „Yahagi” został zatopiony, lecz on sam przeżył. Pod koniec wojny w bazie marynarki w miejscowości Kawatana na Kiusiu szkolił młodych marynarzy do ataków samobójczych dokonywanych za pomocą łodzi motorowych. 
Po kapitulacji Japonii dowodził statkiem handlowym przewożącym sól. Jego wspomnienia, przetłumaczone na język angielski, stały się ważnym źródłem dla historyków zajmujących się tematyką wojny na Pacyfiku.

## Awanse oficerskie
- Grudzień 1924 – podporucznik marynarki
- 1 grudnia 1926 – porucznik marynarki
- 15 listopada 1933 – kapitan marynarki
- Listopad 1938 – komandor podporucznik
- 1 maja 1943 – komandor